# 클라우디오 빌라

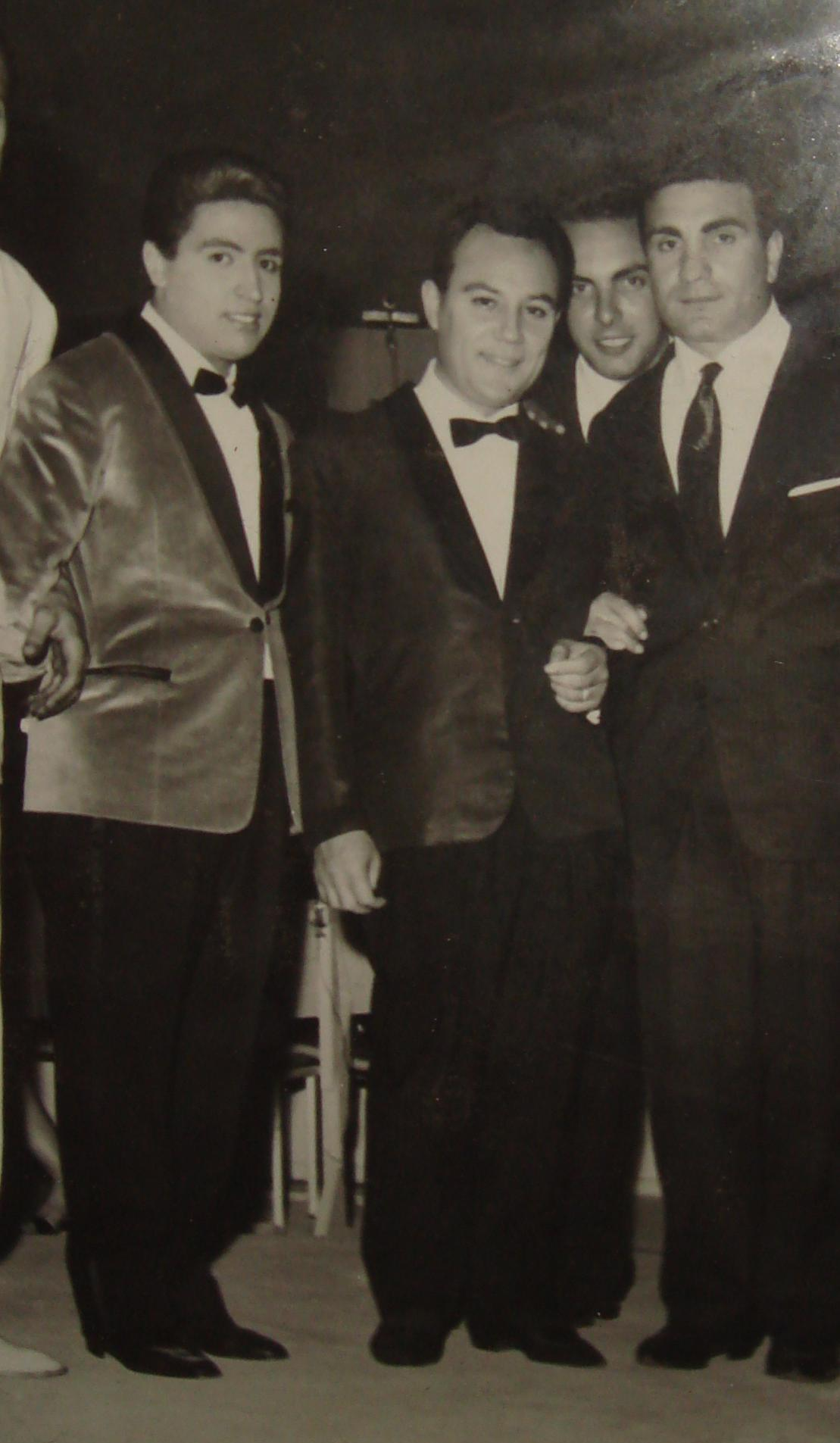
1962년

클라우디오 빌라(Claudio Villa, 1926년 1월 1일 ~ 1987년 2월 7일)는 이탈리아의 가수이자 배우이다.
1926년 클라우디오 피카에서 태어났다. 그의 총 경력 중 3000곡 이상을 녹음하고 4500만 개의 레코드를 판매했으며 25개의 뮤지컬에 등장했다.
로마의 빈민가 출신으로, 가난한 소년시절을 보냈으나 그의 아름다운 목소리가 인정되어 가수로서 데뷔하였다. 첫번 히트인 <르나 로사>로 일약 스타가 된 이후 실력과 인기는 조금도 쇠퇴하지 않은 채 '칸초네의 왕'이라는 말까지 들었다. 산 레모 페스티벌에서는 도합 네 번이나 우승을 차지하였으며, 1955년의 <슬픔이여 안녕>, 1957년의 <기타의 줄>, 1962년의 <아디오 아디오>, 1967년의 <사랑의 이별> 등 인기 곡목이 많다. 1963년에는 이탈리아 정부로부터 칸초네 가수로서 '카발리에레'의 칭호를 받기도 하는 등 그의 노래는 아름다운 목소리에 머무르지 않고 노래의 내용을 표현하는 테크닉의 완성마저 엿볼 수 있었다.